# Karl Pretzsch (Bibliothekar)
Karl Pretzsch (* 31. März 1863 in Zeitz; † 13. Juni 1942) war ein deutscher Bibliothekar und Autor.

## Leben
Karl Pretzsch studierte an der Friedrich-Wilhelms-Universität zu Berlin und der vereinigten Friedrichs-Universität Halle-Wittenberg Geographie und Geschichte und wurde am 26. September 1889 in Halle mit seiner Dissertation Die Bedeutung der Häfen an der Westküste von Vorderindien in alter und neuer Zeit. Teil I. Die Hafenverhältnisse in der Zeit bis zur Ankunft der Portugiesen zum Dr. phil. promoviert. Anschließend wirkte er ab 1890 als Volontär an der Königlichen Universitäts-Bibliothek in Berlin, an der er in der Folge im April 1894 zum Assistenten und im April 1897 zum Hülfsbibliothekar ernannt wurde. Ab 1. April 1901 wirkte er als Bibliothekar an der Universitätsbibliothek Breslau. Hier erarbeitete er außerhalb seiner Dienstzeit ein Verzeichnis der Breslauer Universitätsschriften von 1811 bis 1885, das 1905 veröffentlicht wurde. 1908 wurde er als Bibliothekar von Breslau wieder an die Königliche Universitäts-Bibliothek in Berlin versetzt, wo er später Oberbibliothekar und ihm 1911 der Rang eines Rates 1. Klasse verliehen wurde. Im Jahr 1915 wurde er von der Königlichen Universitäts-Bibliothek an die Königliche Bibliothek in Berlin (später: Preußische Staatsbibliothek, heute: Staatsbibliothek zu Berlin) versetzt und 1922 zum Direktor der Karten-Abteilung der Preußischen Staatsbibliothek zu Berlin ernannt.

## Werke
- Die Bedeutung der Häfen an der Westküste von Vorderindien in alter und neuer Zeit. Teil I. Die Hafenverhältnisse in der Zeit bis zur Ankunft der Portugiesen. Drischmann, Halle 1889 (Digitalisat)
- mit Moritz Pretzsch (Hrsg.): Die Einnahmen der wichtigsten Privateisenbahnen und Verkehrsinstitute, nach Monaten, Dekaden, Wochen auf Grund besonderer Mitteilungen und regelmässigen Veröffentlichungen der Direktionen. Pasch, Berlin 1890 (Digitalisat)
- Verzeichnis der Breslauer Universitätsschriften 1811–1885. Mit einem Anhange enthaltend die ausserordentlichen und Ehrenpromotionen sowie die Diplomerneuerungen. Korn, Breslau 1905 (Digitalisat)
- Die Karten-Abteilung der Preußischen Staatsbibliothek zu Berlin. In: Mitteilungen des Reichsamts für Landesaufnahme, 3, Berlin 1927/28, S. 29–37